# Покровский сельский округ (Северо-Казахстанская область)
Покровский сельский округ (каз. Покров ауылдық округі) — административная единица в составе Есильского района Северо-Казахстанской области Казахстана. Административный центр — село Покровка.
Население — 2442 человека (2009, 2864 в 1999, 4038 в 1989).

## История
Покровский сельсовет образован 27 октября 1924 года. 12 января 1994 года постановлением главы Северо-Казахстанской областной администрации в существующих границах создан Покровский сельский округ.

## Социальные объекты
Функционирует Покровская средняя школа, ясли-сад «Моншак», Высший сельскохозяйственный колледж имени Кизатова Ж. (бывший Ленинский сельскохозяйственный техникум).
Имеется врачебная амбулатория, 3 медицинских пункта.
На базе Покровской школы функционирует польский национальный культурный центр «Полония».
Из спортивных объектов в округе функционируют 2 спортивных зала в колледже и школе, 2 стадиона, 2 хоккейных корта.

## Состав
В состав округа входят такие населенные пункты:
| Населенный пункт | Население, человек (1989) | Население, человек (1999) | Население, человек (2009) |
| ---------------- | ------------------------- | ------------------------- | ------------------------- |
| Енбек, село      | 312                       | 301                       | 205                       |
| Есильское, село  | 348                       | 210                       | 155                       |
| Мальцево, село   | 275                       | 244                       | 220                       |
| Покровка, село   | 3103                      | 2109                      | 1862                      |